# Улян-Дужи
Улян-Дужи (пол. Ulan Duży) — село в Польщі, у гміні Улян-Майорат Радинського повіту Люблінського воєводства.
Населення — 301 особа (2011).
У 1975-1998 роках село належало до Білопідляського воєводства.

## Демографія
Демографічна структура станом на 31 березня 2011 року:
|          | Загалом | Допрацездатний вік | Працездатний вік | Постпрацездатний вік |
| -------- | ------- | ------------------ | ---------------- | -------------------- |
| Чоловіки | 159     | 44                 | 99               | 16                   |
| Жінки    | 142     | 32                 | 83               | 27                   |
| Разом    | 301     | 76                 | 182              | 43                   |